# دنيس إليوت
دنيس إليوت (بالإنجليزية: Dennis Eliott)‏ هو نحات وطبال بريطاني، ولد في 18 أغسطس 1950 في لندن في المملكة المتحدة.

## وصلات خارجية
- دنيس إليوت على موقع ميوزك برينز (الإنجليزية)
- دنيس إليوت على موقع أول ميوزيك (الإنجليزية)
- دنيس إليوت على موقع ديسكوغز (الإنجليزية)